# Sacrifice (episodio de Wilfred)
«Sacrifice» (En español «Sacrificio») es el duodécimo episodio de la primera temporada de la serie de televisión de humor negro Wilfred. Se estrenó el 1 de septiembre de 2011 mediante FX en Estados Unidos, y se emitió el 18 de diciembre de 2011 por FX en Latinoamérica. La trama del episodio se centra en Ryan quien conoce a una atractiva mujer italiana, y pronto tiene la oportunidad de irse a vivir a Italia, sin embargo, un problema en el trabajo de Jenna pone a Ryan entre la espada y la pared,y tiene que escoger entre irse para siempre o quedarse a ayudar a Jenna.
El episodio fue escrito por Sivert Glarum & Michael Jamin y dirigido por Randall Einhorn.

## Cita del comienzo
"El amor es una voluntad de sacrificio."
Michael Novak

## Argumento
Una mañana en la playa Ryan ve a una mujer atractiva llamada Cinzia Pecerra, ella lo invita a patinar, Wilfred al saberlo le recuerda que tiene que ir por la ropa de Jenna a la tintorería. Después de ir a la tintorería compran Walter Cronk, ahí Wilfred le menciona que ellos dos están para protegerla y servirla. En casa, Jenna le dice a Ryan que encontró un trabajo como la presentadora de noticias de las 12:00, Jenna por urgencia del trabajo no puede quedarse a esperar al técnico del cable y por eso le pide a Ryan si él lo podría esperar. Después de tiempo esperando Ryan se enfada y se va a la playa a buscar a Cinzia, al encontrarla, dan un paseo por la ciudad. Al final del día, Cinzia le comenta a Ryan que se irá a vivir a Capri en Italia, donde tiene familiares. Ella invita a Ryan a que se vallan juntos. Mientras hacen el amor, Wilfred entra furioso a la habitación porque no tiene canales que ver en lWisconsina T.V, Ryan dice que por primera vez hace algo para él mismo, Wilfred continua con las reclamaciones, Ryan ignorando completamente a Wilfred acepta la oferta de Cinzia.
En una venta de garage, Ryan vende sus pertenencias para poder tener dinero e irse. Kristen le dice que ella lo único que quiere es verlo feliz, sin embargo, hubiera preferido que terminará con su vecina. Jenna le dice que es una gran persona, amble y considerado, y lo extrañará. Ryan le dice a Wilfred que aún a pesar de la distancia pueden seguir siendo amigos.  Más tarde en el sótano, Ryan le dice a Wilfred que él toda su vida estuvo tratando de ser como su padre, añadiendo que ya es tiempo de que sea feliz. Ryan en tono de broma le pregunta a Wilfred si lo acompaña, él sin pensarlo acepta. Al día siguiente, Jenna llega a la casa de Ryan totalmente estresada y nerviosa, se le descompuso su automóvil, por esa razón Ryan va a buscar las llaves de su auto, mientras Wilfred está con Ryan, ninguno se da cuenta de que Jenna tomó un caramelo de Marihuana. En el estudio mientras preparan a Jenna, Wilfred insiste a Ryan que le pregunte a ella si Wilfred puede acompañarlo a Italia. Cuando Jenna se dirige al estudio, se marea un poco. Estando transmitiendo en vivo, Jenna alucina, ríe e incluso sorprendida se toca los pechos, la transmisión es cortada de inmediato.
Ryan visita a Jenna, Drew y Wilfred estaban tratando de animarla. Mientras Wilfred trata de alegrarla, Drew le comenta a Ryan que le pidió matrimonio esperando que los dos se muden a Wisconsin, recibiendo como respuesta que no era el momento adecuado, pero aun así lo está pensado. Más tarde Wilfred insiste a Ryan a representarla ya que él es abogado, sin embargo, Ryan no cambia de parecer y sigue con los planes de irse a Italia. En un sueño, Ryan es llevado a corte, con Wilfred de juez, también un Wilfred es abogado e incluso de secretario y varios de sus conocidos como público, se le acusa de no hacer un sacrificio por un ser querido.
Por la mañana se despide de Cinzia, quien iba en un taxi directo al aeropuerto. Wilfrred le pregunta la razón por la que cambió de opinión, él dice que fue por un sueño, Wilfred finaliza diciendo que no hay que subestimar el poder de un sueño.

## Recepción

### Recepción crítica
Rowan Kaiser  de The A.V Club dio al episodio una "B" comentando: "Aunque puede que no me ha gustado la decisión, tengo que decir que me gustó la forma en que sucedió [refiriéndose a la decisión de Ryan al no ir a Italia]."
Kaili Markley de The Game Efect comentó: "Después de la locura de la semana pasada que estaba muy emocionado por esta noche, y la curiosidad por saber cómo iban a seguir y comenzar a terminar la primera temporada."

### Audiencia
"Sacrifice" fue visto por 1.32 millones de espectadores, 0.7 en el grupo demográfico 18-49